# Geolycosa togonia
Geolycosa togonia là một loài nhện trong họ Lycosidae.
Loài này thuộc chi Geolycosa. Geolycosa togonia được Carl Friedrich Roewer miêu tả năm 1960.